# Гражина Курон
Елжбѐта Гражѝна Бору̀цка-Ку̀рон (на полски: Elżbieta Grażyna Borucka-Kuroń) е полска опозиционерка в годините на Полската народна република, съпруга на опозиционния лидер Яцек Курон, подкрепя Комитета за защита на работниците, превръща своя дом в място за срещи на опозицията, интернирана в годините 1981 – 1982. Носителка на Командорски кръст на ордена на Възраждане на Полша.